# Turze (rejon starosamborski)
Turze (ukr. Тур'є) – wieś na Ukrainie, w obwodzie lwowskim, w rejonie samborskim (do 2020 roku w rejonie starosamborskim). Liczy około 1510 mieszkańców. Leży nad rzeką Topilnyczanka. Jest siedzibą silskiej rady. Pierwsza wzmianka o wsi pochodzi z 1473.
Wieś prawa wołoskiego, położona była na początku XVI wieku w ziemi przemyskiej województwa ruskiego. Pod koniec XIX w. znajdował się tu folwark Karolówka (powiat staromiejski) a część wsi nosiła nazwę Seredyna. W 1921 r. miejscowość liczyła około 2560 mieszkańców. Przed II wojną światową należała do powiatu starosamborskiego.
23 październiku 1944 nacjonaliści ukraińscy z OUN-UPA zamordowali tutaj 9 Polaków, grabiąc i paląc ich gospodarstwa.

## Ważniejsze obiekty
- cerkiew św. Mikołaja w Turzem
- cerkiew Narodzenia Najświętszej Maryi Panny w Turzem